# Dupont Circle (metropolitana di Washington)
Dupont Circle è una stazione della metropolitana di Washington, situata sulla linea rossa. Si trova a Washington, sotto Dupont Circle; è una delle stazioni più trafficate del sistema, con oltre 20000 passeggeri giornalieri.
È stata inaugurata il 17 gennaio 1977, prima stazione della linea rossa dopo il tratto originario. È rimasta capolinea fino all'apertura del tratto fino alla stazione Van Ness-UDC, avvenuta nel 1981.
La stazione è servita da autobus del sistema Metrobus (anch'esso gestito dalla WMATA) e dal DC Circulator.